# Ako
Ako, död 1206, var en livländsk hövding.
Han ledde en hednisk armé mot tyska orden 1203 och lyckades 1206 erövra Riga slott, men besegrades och dödades. 